# 당신의 밤과 음악
《당신의 밤과 음악》은 KBS 클래식FM(전국, 수도권 기준 FM 93.1MHz)에서 매일 밤 10시부터 자정까지 방송되고 있는 서양 고전 음악 전문 프로그램이다.
1982년 첫 방송을 시작해 현옥, 유애리, 안희재, 한순옥 등의 아나운서가 진행석을 거쳤고 2013년에는 방송을 시작한지 거의 30년이 되었다.
1993년부터 1998년, 그리고 2005년부터 이미선 아나운서가 진행했고, 2013년 12월 31일 정년퇴임으로 인해 잠깐 휴식기를 가지는 의미로 임시하차하고 이듬해 2014년 1월 1일부터 위서현 아나운서로 진행자가 변경되었다가 12월 31일에 하차했으며 2015년 1월 1일부터 2018년 5월 27일까지 다시 이미선 아나운서가 진행했고, 2018년 5월 28일부터 현재까지는 이상협 아나운서가 진행하고 있다. 단, 이 프로그램은 모두 전국방송이다. 2002년에 방송 20주년을 맞이했고, 2012년에 방송 30주년을 맞이했으나, 2022년에 방송 40주년을 맞이했다.

## 진행자
- 이상협 아나운서

## 역대 진행자
- 유애리 전 아나운서
- 안희재 전 아나운서
- 성우 김세원
- 방송인 지승현
- 위서현 전 아나운서
- 이미선 전 아나운서

## 코너
- 한 장면 (월~목)
- 예술가의 문장 (금~일)